# Martín Carrillo
: No se debe confundir con su contemporáneo el obispo Martín Carrillo Alderete. 
Martín Carrillo (Zaragoza, 1561-Monasterio de Montearagón, 1630) fue un eclesiástico y escritor español.
Doctorado en cánones en la universidad de Zaragoza, donde entre 1592 y 1598 sería catedrático de Decretos y en 1614 rector; fue párroco de Velilla, canónigo de La Seo de Zaragoza, y desde 1616 abad del monasterio de Montearagón. 
Dejó escritas varias obras de temática religiosa e histórica:
- Explicación de la bula de los difuntos (Zaragoza, 1601);
- Catalogus antistitum Caesaraugustanorum (Zaragoza, 1611);
- Relación del nombre, sitio... y gobierno del Reyno de Sardeña (Barcelona, 1612);
- Historia del glorioso san Valero, obispo de ... Çaragoça (Zaragoza, 1615);
- Memorial de confessores (Zaragoza, 1622);
- Annales y memorias cronológicas (Huesca, 1622; ampliada y reeditada como Annales cronológicos del mundo en 1634);
- Elogios de mugeres insignes del Viejo Testamento (Huesca, 1627).